# Картер (округ, Монтана)
Картер (англ. Carter County) — один из округов штата Монтана, США. Административный центр — город Икалака.

## История
До заселения этих земель европейцами здесь проживали индейцы из народа сиу. Округ получил своё название в честь конгрессмена от штата Монтана Томаса Генри Картера.

## География
Расположен в юго-восточной части страны. Площадь округа составляет 8671,3 км², из них 8650,6 км² занимает суша и 23,3 км² — внутренние воды. На территории округа, в 14 милях к северу от Икалаки, находится парк штата Медисин-Рокс.

## Климат
В округе Картер преимущественно сухой континентальный климат с холодной, сухой зимой и жарким, более влажным летом, который, согласно системе классификации климатов Кёппена, сокращённо обозначается на климатических картах аббревиатурой «Dfb».

## Население
По данным переписи 2010 года население округа составляет 1160 человек. По данным прошлой переписи оно насчитывало 1360 человек. Этнический состав довольно однообразен — 98,60 % населения представлены белыми американцами; 0,37 % составляют индейцы и 0,15 % — азиаты. Большая часть населения имеет немецкое, английское, ирландское, норвежское и шотландское происхождение. Доля лиц в возрасте младше 18 лет — 26,50 %; лиц старше 65 лет — 17,90 %. Средний возраст населения — 42 года.